# Rəvan Baku FK
Der Rəvan Futbol Klubu war ein Fußballverein aus Baku, der Hauptstadt Aserbaidschans.

## Geschichte
Der Verein wurde 2009 unter dem heute offiziellen Namen gegründet. In der Spielzeit 2010/11 war der Klub aus der Birinci Divizionu, der zweiten Liga, hinter dem FK Abşeron aufgestiegen. Seit Mai 2011 spielte der Verein in der Premyer Liqası, der höchsten Spielklasse in Aserbaidschan, ehe in der Saison 2013/14 der Abstieg in die Birinci Divizionu erfolgte. 2015 gelang Rəvan als Dritter der Aufstieg, nachdem sich gleich zwei Vereine aus der Premyer Liqası zurückgezogen hatten. Nach der Saison 2016/17 löste sich der Verein auf.

## Stadion
Der Verein trägt seine Spiele in dem 5000 Zuschauer fassenden Bayil-Stadion aus.